# Jan C. Joerden
Jan C. Joerden (* 28. April 1953 in Essen) ist ein deutscher Rechtswissenschaftler und Hochschullehrer an der Europa-Universität Viadrina in Frankfurt (Oder).

## Leben
Nach dem Abitur in Hamburg-Volksdorf studierte Joerden ab dem Sommersemester 1972 Rechtswissenschaften an der Universität Hamburg, wo er sein Studium 1978 mit dem Ersten Juristischen Staatsexamen beendete. Es folgte das Referendariat am Hanseatischen Oberlandesgericht Hamburg, das er 1981 mit dem Zweiten Staatsexamen abschloss. Anschließend arbeitete er als akademischer Rat am Lehrstuhl für Strafrecht, Strafprozeßrecht und Rechtsphilosophie der Universität Erlangen-Nürnberg. Dort promovierte er 1985 bei Joachim Hruschka zum Dr. iur. Es folgte 1987 die Habilitation, mit der Joerden die Venia legendi für die Fächer Strafrecht, Rechtsphilosophie und Juristische Logik. Diese Arbeit wurde mit dem Konrad-Hellwig-Preis der Universität Erlangen-Nürnberg ausgezeichnet.
Nach der Beförderung zum akademischen Oberrat vertrat Joerden im Sommersemester 1989 einen Lehrstuhl an der FU Berlin. Es folgte eine Lehrstuhlvertretung an der Universität Erlangen-Nürnberg, bevor er im Wintersemester 1990/91 abermals einen Lehrstuhl in Berlin vertrat. Nach einer Gastprofessur an der Universität Jena wurde er 1992 von der Universität Erlangen-Nürnberg zum außerplanmäßigen Professoren ernannt. Nach einer abermaligen Lehrstuhlvertretung an der Universität Trier wurde er von der Universität Frankfurt (Oder) auf den Lehrstuhl für Strafrecht, insbesondere Internationales Strafrecht und Strafrechtsvergleichung, Rechtsphilosophie berufen, den er zunächst vertrat und ab seiner Ernennung zum Universitätsprofessor 1994 als Lehrstuhlinhaber bis März 2019 innehatte. Von 1994 bis 1998 war er zudem Prorektor für Struktur, Planung und Finanzen der Universität Frankfurt (Oder).
Joerden war Gastprofessor unter anderem an der Universität des Westkaps und ist adjunct professor an der Özyeğin University in Istanbul. Zudem ist er Mitglied des Wissenschaftlichen Beirats des Interdisziplinären Zentrums „Medizin – Ethik – Recht“ der Martin-Luther-Universität Halle-Wittenberg. Im Februar 2015 wurde ihm von der Adam-Mickiewicz-Universität Posen die Ehrendoktorwürde verliehen.

## Werke (Auswahl)
Joerdens Publikationen konzentrieren sich entsprechend seiner Venia auf das Gebiet des Strafrechts und die Rechtsphilosophie und deren Schnittstellen, wie insbesondere das Medizinrecht. Zudem fungiert er als Mitherausgeber des Jahrbuchs für Recht und Ethik, der Studien zur Ethik in Ostmitteleuropa sowie diverser deutsch-polnischer Forschungsprojekte.
- Dyadische Fallsysteme im Strafrecht. Duncker & Humblot, Berlin 1986, ISBN 978-3-428-05948-5 (Dissertation).
- Strukturen des strafrechtlichen Verantwortlichkeitsbegriffs: Relationen und ihre Verkettungen. Duncker & Humblot, Berlin 1989, ISBN 978-3-428-06537-0 (Habilitationsschrift).
- Menschenleben. Ethische Grund- und Grenzfragen des Medizinrechts. Franz Steiner, Stuttgart 2003, ISBN 978-3-515-08340-9.
- Staatswesen und rechtsstaatlicher Anspruch. Ethische Fragestellungen zwischen Recht und Politik. Duncker & Humblot, Berlin 2008, ISBN 978-3-428-12865-5.
- Logik im Recht. Grundlagen und Anwendungsbeispiele. 2. Auflage. Springer, Berlin/Heidelberg 2010, ISBN 978-3-642-01449-9.